# 라이트버드
라이트버드(LiteBIRD, Lite (Light) satellite for the studies of B-mode polarization and Inflation from cosmic background Radiation Detection)는 우주 마이크로파 배경(CMB)에서 원시 중력파의 발자국을 감지하는 것을 목표로 하는 계획된 소형 우주 관측소이다. B-모드라고 불리는 편광 패턴의 형태.
라이트버드와 OKEANOS는 일본의 두 번째 대규모 임무의 최종 후보였다. 2019년 5월 라이트버드는 일본 우주국에 의해 선정되었다. 라이트버드는 태양-지구 라그랑지안 지점 L2에서 3년간 관측을 위한 H3 발사체로 2028년에 발사될 예정이다.

## 같이 보기
- BICEP